# Loen (Stryn)

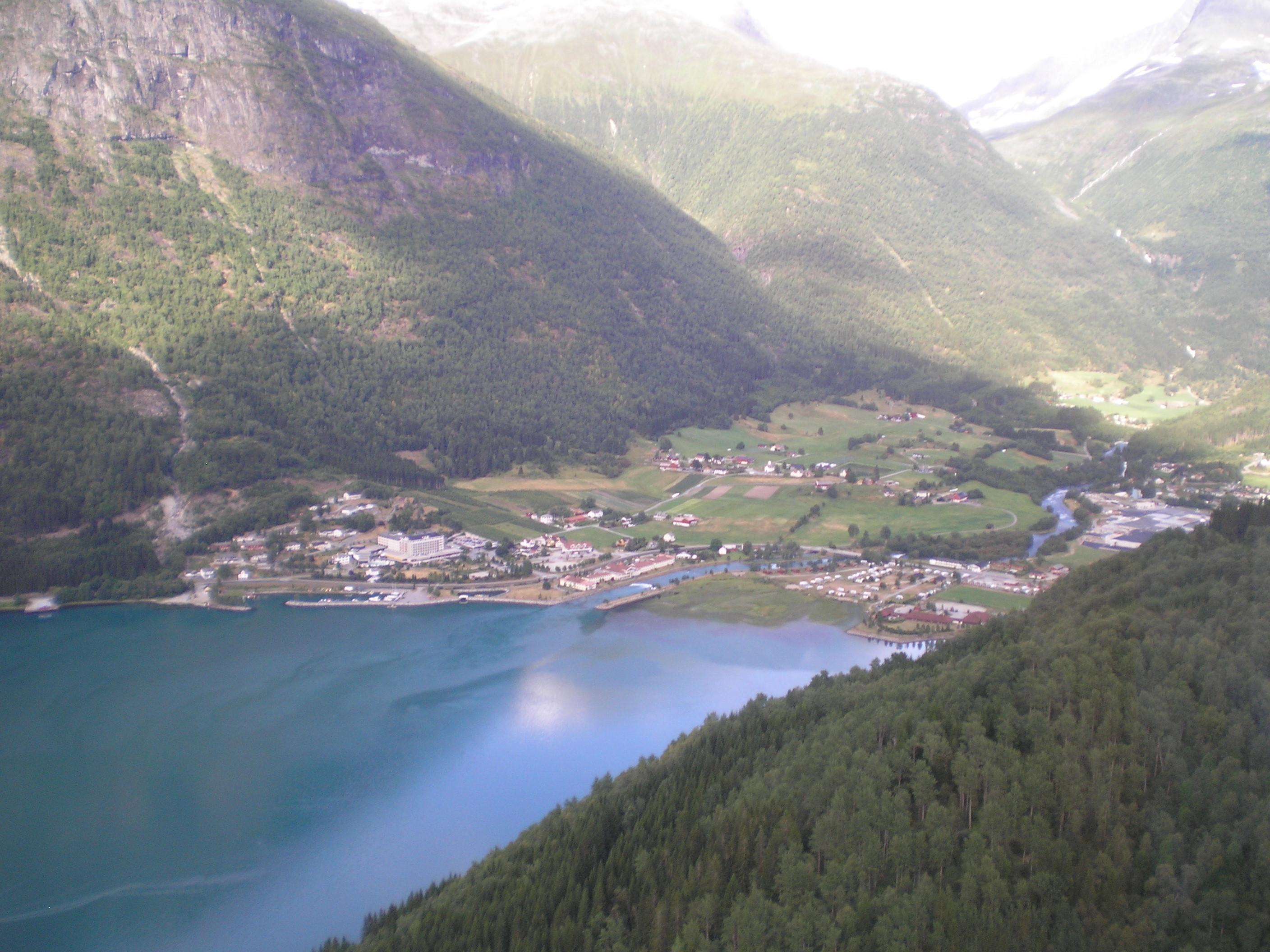
Blick auf Loen

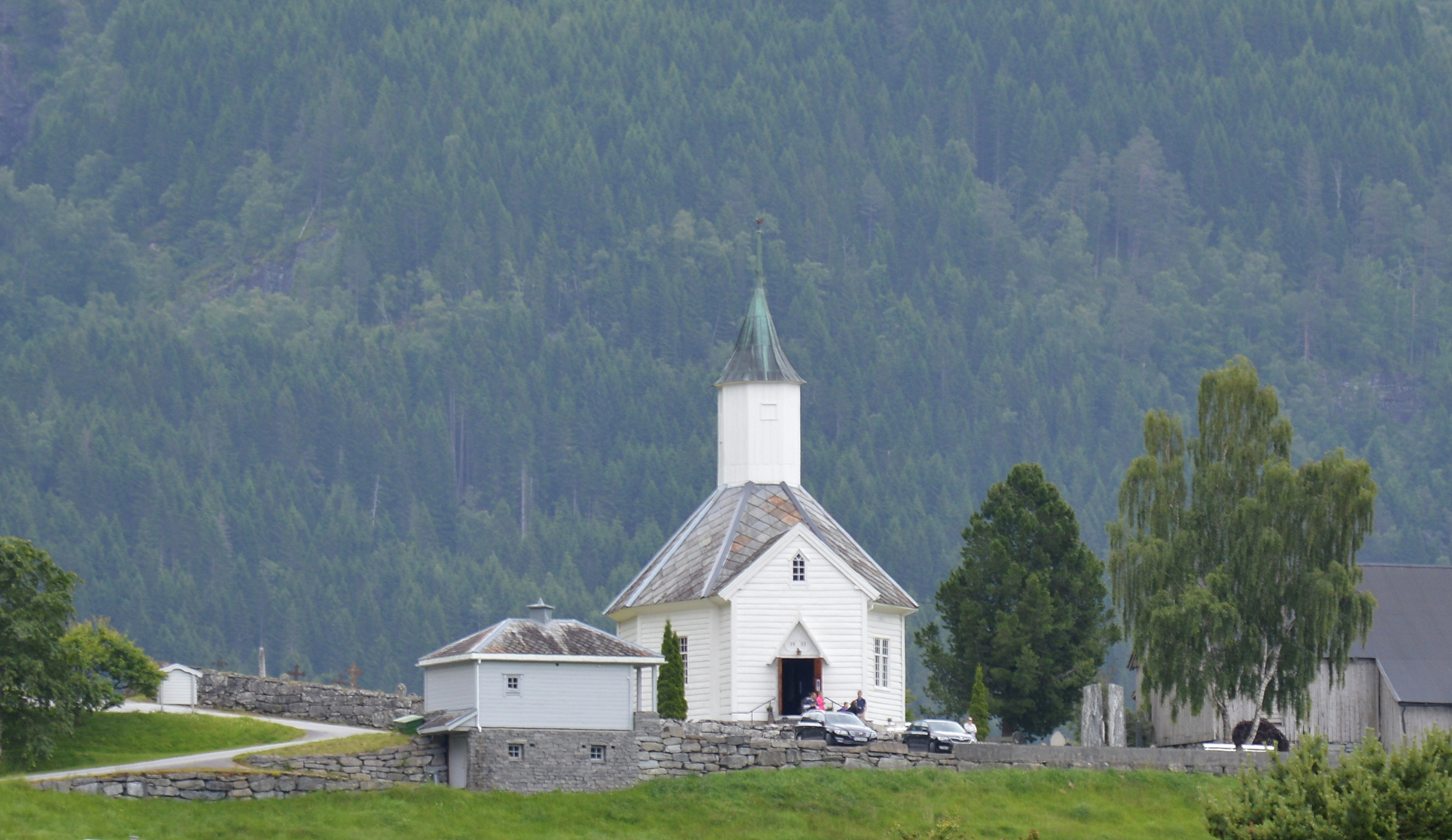
Kirche von Loen

Loen ist ein Dorf in der Kommune Stryn der norwegischen Provinz Vestland.
Es liegt an der Bucht Lobukta, am östlichen Ende des Innvikfjords, in den hier von Osten die Loelva mündet. Nordwestlich des Dorfes erhebt sich der Berg Hoven, zu dem eine Seilbahn-Verbindung besteht. Östlich liegt der See Lovatnet. Durch Loen führt der Fylkesvei 60, auf den hier von Osten der Fylkesvei 723 trifft.
Im östlichen Teil des Dorfes befindet sich die denkmalgeschützte Kirche von Loen. Auch das traditionsreiche, 1884 gegründete Hotel Alexandra liegt im Ort.
1905 und 1936 kam es in der Umgebung Loens zu schweren Erdrutschen mit großen Flutwellen, denen viele Menschen zum Opfer fielen. 1990 wurden in Loen die Weltmeisterschaften im Bogenschießen ausgetragen.

## Persönlichkeiten
Der Schriftsteller Olav Loen (1903–1984) wurde in Loen geboren.